# Otmar Szafnauer
Otmar Szafnauer (ur. 13 sierpnia 1964 w Semlacu) – amerykański inżynier pochodzenia rumuńskiego i szef zespołu Formuły 1 Alpine F1 Team w 2023 roku, a wcześniej kierowca wyścigowy. Był szefem zespołów Formuły 1: BWT Racing Point F1 Team (2009–2020) i Aston Martin F1 (2021).

## Życiorys
Otmar Szafnauer zaczął jeździć w gokartach w wieku czterech lat. W 1982 roku pierwszy raz zobaczył samochody Formuły 1, co wzbudziło u niego zainteresowanie. Po uzyskaniu tytułu magistra inżynierii mechanicznej na University of Detroit Mercy wstąpił do Ford Motor Company w 1986 roku, gdzie został inżynierem produkcji. Po rozpoczęciu pracy dla Forda uczęszczał do Jim Russell Racing School i w rezultacie zaczął ścigać się w Formule Ford 2000 w 1991 roku. Od 1991 roku był także właścicielem–kierowcą wyścigowym zespołu Team Otmar Racing. Uczestniczył także w wydarzeniach Sports Car Club of America. W tym czasie był już w zbyt zaawansowanym wieku aby zrobić karierę jako kierowca wyścigowy, a po zniszczeniu swojego samochodu na torze Indianapolis Raceway Park w 1995 roku zakończył ją.
Jego zainteresowanie wyścigami doprowadziło do objęcia przez niego programów kierownika Ford Racing w Stanach Zjednoczonych w 2003 roku. Wtedy poznał Adriana Reynarda, który w 1998 roku poprosił go, aby został dyrektorem operacyjnym w British American Racing (BAR) w tym samym roku. W 2001 Bobby Rahal zatrudnił Szafnauera na stanowisko dyrektora operacyjnego w Jaguar Racing. Został zatrudniony przez Hondę, aby w 2002 roku objąć stanowisko wiceprezydenta brytyjskiego oddziału Hondy i stać się członkiem zarządu – Honda Racing Development – związanego z wyścigami Formuły 1, gdzie współpracował m.in. z prezydentem tego oddziału – Shoichi Tanaką, reprezentował Hondę w grupie producentów silników Formuły 1 i był odpowiedzialny za stosunki z Fédération Internationale de l’Automobile oraz z zespołami partnerskimi – BAR oraz Jordan.
Od 2009 do 2020 roku był szefem zespołu Formuły 1 Racing Point, a następnie w 2021 roku w Aston Martin F1. W 2022 roku objął to stanowisko w zespole Alpine.
2 listopada 2009 roku został głównym dyrektorem operacyjnym w Force India.
Dyrektor generalny Soft Pauer.

## Wyróżnienia
W 2013 roku otrzymał wyróżnienie USF2000 Hall of Fame.

## Życie prywatne
Jest synem rumuńskiej matki i amerykańskiego ojca pochodzenia niemieckiego. Jego dziadek i pradziadek urodzili się w Nowym Jorku, przenieśli się do Europy, ale dziadek wrócił do Nowego Jorku w latach 50. XX wieku. Jego ojciec w XX wieku postanowił, że chce opuścić Rumunię i próbował przekroczyć granicę, ale został aresztowany i umieszczony w więzieniu. Kiedy został zwolniony w 1972 roku, rodzina przeniosła się do Detroit. Szafnauer mieszkał tam do 1998 roku i przeniósł się do Anglii.